# Hans Thirring
Hans Thirring (Austria, 23 marzo 1888 – 22 marzo 1976) è stato un fisico teorico, professore austriaco e padre del fisico Walter Thirring.

## Biografia
È rinomato insieme al matematico Josef Lense per avere previsto l'effetto di trascinamento (o frame-dragging o effetto Lense-Thirring) della relatività generale nel 1918.
Ricevette un rinvio della chiamata di leva durante la seconda guerra mondiale a causa della rottura di un piede mentre stava sciando.
Fu un leader pacifista sia prima dell'Anschluss che nel dopoguerra.
Ma non riuscì a salvare il figlio maggiore, dichiarato disperso in un'azione militare durante gli ultimi due mesi della seconda guerra mondiale. Il suo corpo non fu mai ritrovato.
Hans Thirring prestò servizio come assistente, professore e capo dell'istituto per la fisica teorica dell'Università di Vienna fino al suo forzato ritiro nel 1938 dopo, l'annessione dell'Austria alla Germania nazista. Dopo la fine della seconda guerra mondiale, venne reintegrato diventando preside della facoltà di Filosofia negli anni 1946-1947. Fu anche un attivista nel Partito Socialdemocratico d'Austria e fu membro del Consiglio Federale d'Austria durante il 1957-1963.